# مقاطعة أوزاوكي (ويسكونسن)
مقاطعة أوزاوكي (بالإنجليزية: Ozaukee County, Wisconsin)‏ هي إحدى مقاطعات ولاية ويسكونسن في الولايات المتحدة. ، وتبلغ مساحتها 1,116 ميل مربع (2,890 كـم2)، بلغ عدد سكانها 86395 نسمة في عام 2010 حسب إحصاء مكتب تعداد الولايات المتحدة .

## وصلات خارجية
- الموقع الرسمي
- United States Counties